# 75 000 добровольцев Линкольна
«75 000 добровольцев Линкольна» (President Lincoln’s 75,000 Volunteers) — принятое в американской историографии название прокламации президента Авраама Линкольна, опубликованной 15 апреля 1861 года и содержащей призыв к набору добровольцев в армию США сроком на 90 дней. Прокламация была издана на следующий день после падения форта Самтер и стала формальным объявлением войны Югу и формальным началом гражданской войны. Декларация Линкольна вызвала негативную реакцию во многих лояльных Союзу штатах и привела к сецессии Вирджинии, Северной Каролины и Теннесси.

## Предыстория
В апреле 1861 года регулярная армия США насчитывала примерно 16 000 рядовых и офицеров, сведённых в 10 пехотных полков, 4 артиллерийских, 2 кавалерийских, 2 драгунских и 2 горнострелковых. Эти полки были в основном разделены на роты и разбросаны по фортам к западу от реки Миссисипи. После сецессии семи южных штатов и образования Конфедеративных Штатов Америки в феврале 1861 года многие солдаты и офицеры уволились из регулярной армии США и вступили в армию Конфедерации. 6 марта 1861 года президент Конфедерации Дэвис призвал в армию 100 000 человек на сроки в 6 и 12 месяцев.
Правительство США традиционно ограничивалось регулярной армией таких размеров, в случае войны полагаясь на ополчения штатов и добровольцев. При этом существовали юридические ограничения на численность добровольческой армии и на сроки службы в этой армии. Это ограничение было юридически закреплено документом «Militia Act of 1792»:

Ополчение, взятое на службу Соединённым Штатам, должно получать то же жалованье, что и служащие Соединённых Штатов, и ни один офицер или рядовой ополчения не может быть принуждён служить более чем три месяца в году…
Оригинальный текст (англ.)– ... the militia employed in the service of the United States, shall receive the same pay and allowances, as the troops of the United States, And that no officer, non-commissioned officer or private of the militia shall be compelled to serve more than three months in any one year... 
— The Military Laws of the United States, Applewood Books, 2009 С. 95
Ограничение в 75 000 человек было введено 2 марта 1799 года.

## Декларация
14 апреля пал Самтер. Вечером того же дня Линкольн встретился с сенатором Стивеном Дугласом и они продумали детали предстоящего обращения. Дуглас настаивал на созыве 200 000 добровольцев, но Линкольн остановился на цифре 75 000. В тот же вечер декларация была составлена и ночью разослана по телеграфу во все северные штаты. Уже утром 15 апреля она была опубликована в местных газетах.
Декларация призывала собрать 75 000 добровольцев за 20 дней. На каждый штат была выделена некая квота полков. Военный Секретарь Саймон Кэмерон обратился к «пограничным» штатам (Мэн, Висконсин и Айова) с просьбой выставить как минимум один полк численностью 743 человека. Южные штаты (Арканзас, Северная Каролина, Вирджиния,) должны были выставить 1, 2 и 3 полка соответственно. Штаты Огайо, Пенсильвания и Нью-Йорк должны были выставить соответственно 13, 16 и 17 полков.
Общая численность запрошенных войск составила 73 391 человека. К ним позже добавили ополчение округа Колумбия (4720 чел.), отряд из западной Вирджинии (900 чел.) и отряд из Канзаса (650 чел.), так что в результате Линкольн получил 91 816 человек. 
Первоначально предполагалось, что эту новую армию возглавит полковник Роберт Ли. 17 апреля Ли был вызван в Вашингтон, где утром 18 апреля его встретил по поручению президента Фрэнсис Блэр и предложил ему возглавить будущую армию. Однако Ли ответил, что не будет участвовать в войне с Южными Штатами.

### Английский текст
BY THE PRESIDENT OF THE UNITED STATES: 

A PROCLAMATION
WHEREAS the laws of the United States have been, for some time past, and now are opposed, and the execution thereof obstructed, in the States of South Carolina, Georgia, Alabama, Florida, Mississippi, Louisiana, and Texas, by combinations too powerful to be suppressed by the ordinary course of judicial proceedings, or by the powers vested in the marshals by law.
Now, therefore, I, ABRAHAM LINCOLN, President of the United States, in virtue of the power in me vested by the Constitution and the laws, have thought fit to call forth, and hereby do call forth, the militia of the several States of the Union, to the aggregate number of seventy-five thousand, in order to suppress said combinations, and to cause the laws to be duly executed.
The details for this object will be immediately communicated to the State authorities through the War Department.
I appeal to all loyal citizens to favor, facilitate, and aid this effort to maintain the honor, the integrity, and the existence of our National Union, and the perpetuity of popular government; and to redress wrongs already long enough endured.
I deem it proper to say that the first service assigned to the forces hereby called forth will probably be to repossess the forts, places, and property which have been seized from the Union; and in every event, the utmost care will be observed, consistently with the objects aforesaid, to avoid any devastation, any destruction of, or interference with, property, or any disturbance of peaceful citizens in any part of the country.
And I hereby command the persons composing the combinations aforesaid to disperse, and retire peaceably to their respective abodes within twenty days from this date.
Deeming that the present condition of public affairs presents an extraordinary occasion, I do hereby, in virtue of the power in me vested by the Constitution, convene both Houses of Congress. Senators and Representatives are therefore summoned to assemble at their respective chambers, at twelve o'clock, noon, on Thursdays the fourth day of July next, then and there to consider and determine such measures as, in their wisdom, the public safety and interest may seem to demand.
By the President:ABRAHAM LINCOLN

Secretary of State WILLIAM H. SEWARD

## Реакция
Декларация Линкольна стала формальным объявлением войны Южным Штатам. Газета «Harper’s Weekly» писала 27 апреля: «Война объявлена. Прокламация президента Линкольна, опубликованная нами выше, есть однозначное провозглашение войны против Штатов Залива».
Реакция штатов на декларацию была различной. На севере первым отозвался Массачусетс. Уже в 10 часов утра начался сбор 6-го массачусетского полка, а через 36 часов полк выступил в Вашингтон.
Штат Пенсильвания сразу же начал собирать добровольцев и уже утром 18 апреля в Вашингтон вошли первые 5 пенсильванских рот, всего 530 человек.
Магоффин, губернатор Кентукки, сообщил в Вашингтон, что он не будет выставлять войска для такой аморальной цели, как подавление братских штатов. Аналогично ответил губернатор Северной Каролины: он расценил прокламацию как едва ли приемлемую и едва ли конституционную.
Клейборн Джексон, губернатор Миссури, назвал прокламацию незаконной, неконституционной, антигуманной и дьявольской. Он сказал, что не выставит ни единого человека для такого «несвятого крестового похода» (unholy crusade).
Губернатор Теннесси Ишам Харрис ответил, что не выставит ни единого человека для этой акции насилия, но готов собрать 50 000 для защиты прав своих, и иных южных штатов.
В штате Мэриленд реакция с самого начала была негативная. Проходящие через Мэриленд федеральные полки подвергались нападениям и в итоге мэр Балтимора и губернатор обратились к Линкольну с просьбой не проводить войска через Балтимор, а позже попросили не вводить их в сам штат. Линкольн ответил, что раз невозможно обойти Мэриленд, перелететь его, или прорыть под ним туннель, то придётся всё же идти через штат.
До издания прокламации Вирджиния в основном была против сецессии, и на предварительном голосовании сторонников союза оказалось вдвое больше сецессионистов. Однако, издание прокламации сразу изменило это положение. 17 апреля губернатор Уайз собрал закрытое совещание. На этот раз большинство проголосовало за сецессию.